# Serapias broeckii
Serapias broeckii là một loài thực vật có hoa trong họ Lan. Loài này được A.Camus miêu tả khoa học đầu tiên năm 1926.